# Nome gestual
Na cultura dos surdos e nas línguas de sinais, um nome gestual (sinal) é um gesto específico usado para identificar uma pessoa, tal e qual um nome. Ou seja, é uma forma de identificação pessoal usado na comunidade surda, equivalente ao nome próprio.    Normalmente é escolhido através de uma característica da pessoa.
Até receber um nome gestual (sinal), a pessoa identifica o seu nome através da dactilologia.